# Saint-Bonnet-le-Troncy
Saint-Bonnet-le-Troncy – miejscowość i gmina we Francji, w regionie Owernia-Rodan-Alpy, w departamencie Rodan.
Według danych na rok 1990 gminę zamieszkiwało 265 osób, a gęstość zaludnienia wynosiła 17 osób/km² (wśród 2880 gmin regionu Rodan-Alpy Saint-Bonnet-le-Troncy plasuje się na 1363. miejscu pod względem liczby ludności, natomiast pod względem powierzchni na miejscu 736.).